# Beaufort West (gmina)
Beaufort West – gmina w Południowej Afryce, w Prowincji Przylądkowej Zachodniej, w dystrykcie Central Karoo. Siedzibą administracyjną gminy jest Beaufort West.